# Karl Hohenberger
Karl Hohenberger (auch Carl Hohenberger, * 18. Oktober 1900 in Gaisburg bei Stuttgart; † 27. April 1945 in Berlin) war ein deutscher Jazz- und Unterhaltungsmusiker (Trompete).
Hohenberger war der jüngere Bruder des Jazzmusikers und Bandleaders Kurt Hohenberger, in dessen Orchester er spielte; ferner arbeitete er ab 1936 in den Tanz- und Studioorchestern unter der Leitung von Otto Stenzel, Oscar Joost, Teddy Stauffer, Die Goldene Sieben, Peter Kreuder,  Erwin Steinbacher, Franz Thon, Henk Bruyns und Ernst Weiland. Im Bereich des Jazz war er zwischen 1936 und 1944 an 86 Aufnahmesessions beteiligt. 1938 ließ er sich von seiner jüdischen Ehefrau, der Künstlerin Ella geb. Jaschkowitz, mit der er seit 1925 verheiratet gewesen war, scheiden. Für den Historiker Michael M. Kater Hinweis auf dessen apolitische Haltung, die er mit vielen Musikern teilte.
Am 18. September 1943, kurz vor der kriegsbedingten Verlegung des Deutschen Tanz- und Unterhaltungsorchesters (DTU) von Berlin nach Prag, wurde Hohenberger nach einer Orchesterprobe verhaftet; er hatte in der Woche zuvor unter Alkoholeinfluss in dem Hamburger Lokal Cantina den Pianisten aufgefordert, jüdische Lieder zu spielen, „und zwar solche, die den Frontoffizieren gefallen würden. Der Eigentümer, ein NSDAP-Mitglied, versuchte, ihn zu beruhigen, doch Hohenberger deutete auf das NSDAP-Abzeichen und fluchte: »Auf das Ding brauchst du dir nichts einzubilden, du Sch...kerl! Mit Adolf Hitler ist es sowieso vorbei!«“
Hohenberger wurde im Dezember 1943 aus dem Gestapo-Hauptquartier ins Konzentrationslager Sachsenhausen überstellt, wo er auf seine Verhandlung wegen „Defätismus und Verrat“ wartete. Das Berliner Sondergericht wertete allerdings Hohenbergers Alkoholrausch als mildernden Umstand und verurteilte ihn zu zwei Jahren Gefängnis. Hohenberger entkam bei Kriegsende aus dem Gefängnis und wurde am 27. April 1945 in Berlin-Ruhleben von sowjetischen Soldaten erschossen. Der kanadische Historiker Michael H. Kater behauptet, er sei von einer sowjetischen Patrouille aufgefordert worden, sich auszuweisen. Karl Hohenberger habe in seine Tasche gegriffen, woraufhin die Soldaten ihn erschossen. Sie hatten angenommen, er wolle eine Waffe ziehen.